# Eleições autárquicas portuguesas de 1976
As eleições autárquicas portuguesas de 1976 foram realizadas a 12 de dezembro.
Foram as primeiras eleições para eleger os órgãos locais depois da Revolução dos Cravos. Foram eleitos 304 presidentes de câmara municipais, 5 135 deputados municipais e cerca de 26 mil deputados para as assembleias de freguesia.
Os resultados destas eleições deram a vitória ao Partido Socialista (PS), que conseguiu cerca de 33% dos votos, apesar de ter empatado com o Partido Popular Democrático (PPD) em número de presidentes de câmara: 115. De realçar, também, a abstenção, que rondou os 35%, número alto tendo em conta que nas eleições legislativas portuguesas de 1976 a abstenção havia sido de aproximadamente 16%.

## Partidos e coligações candidatas
| Sigla | Sigla    | Partido/Coligação                                   |
| ----- | -------- | --------------------------------------------------- |
|       | CDS      | Partido do Centro Democrático Social                |
|       | FEPU     | Frente Eleitoral Povo Unido                         |
|       | GDUP     | Grupos Dinamizadores de Unidade Popular             |
|       | LCI      | Liga Comunista Internacionalista                    |
|       | MRPP     | Movimento Reorganizativo do Partido do Proletariado |
|       | PCP(m-l) | Partido Comunista de Portugal (marxista-leninista)  |
|       | PDC      | Partido da Democracia Cristã                        |
|       | PPD      | Partido Popular Democrático                         |
|       | PPM      | Partido Popular Monárquico                          |
|       | PRT      | Partido Revolucionário dos Trabalhadores            |
|       | PS       | Partido Socialista                                  |

## Debates
Na noite eleitoral transmitida na RTP1, teve lugar um debate, moderado por Joaquim Letria, sobre o poder local, que contou com a participação dos líderes dos quatro principais partidos à época: Mário Soares (Partido Socialista), Francisco Sá Carneiro, (Partido Popular Democrático), Diogo Freitas do Amaral (Partido do Centro Democrático Social) e Álvaro Cunhal (Frente Eleitoral Povo Unido, coligação entre o Partido Comunista Português, o Movimento Democrático Português e a Frente Socialista Popular).
| Debates | Debates            | Debates       | Debates                              | Debates                              | Debates                              | Debates                              | Debates |             |         |        |       |
| Data    | Estação televisiva | Moderador(es) | P Presente A Ausente N Não Convidado | P Presente A Ausente N Não Convidado | P Presente A Ausente N Não Convidado | P Presente A Ausente N Não Convidado | Refs    |             |         |        |       |
| Data    | Estação televisiva | Moderador(es) | PS                                   | PPD                                  | CDS                                  | FEPU                                 | Refs    |             |         |        |       |
| ------- | ------------------ | ------------- | ------------------------------------ | ------------------------------------ | ------------------------------------ | ------------------------------------ | ------- | ----------- | ------- | ------ | ----- |
| Data    | Estação televisiva | Moderador(es) | 12 de dezembro                       | RTP1                                 | Joaquim Letria                       | Soares                               | Refs    | Sá Carneiro | Freitas | Cunhal | [ 2 ] |

## Mapa

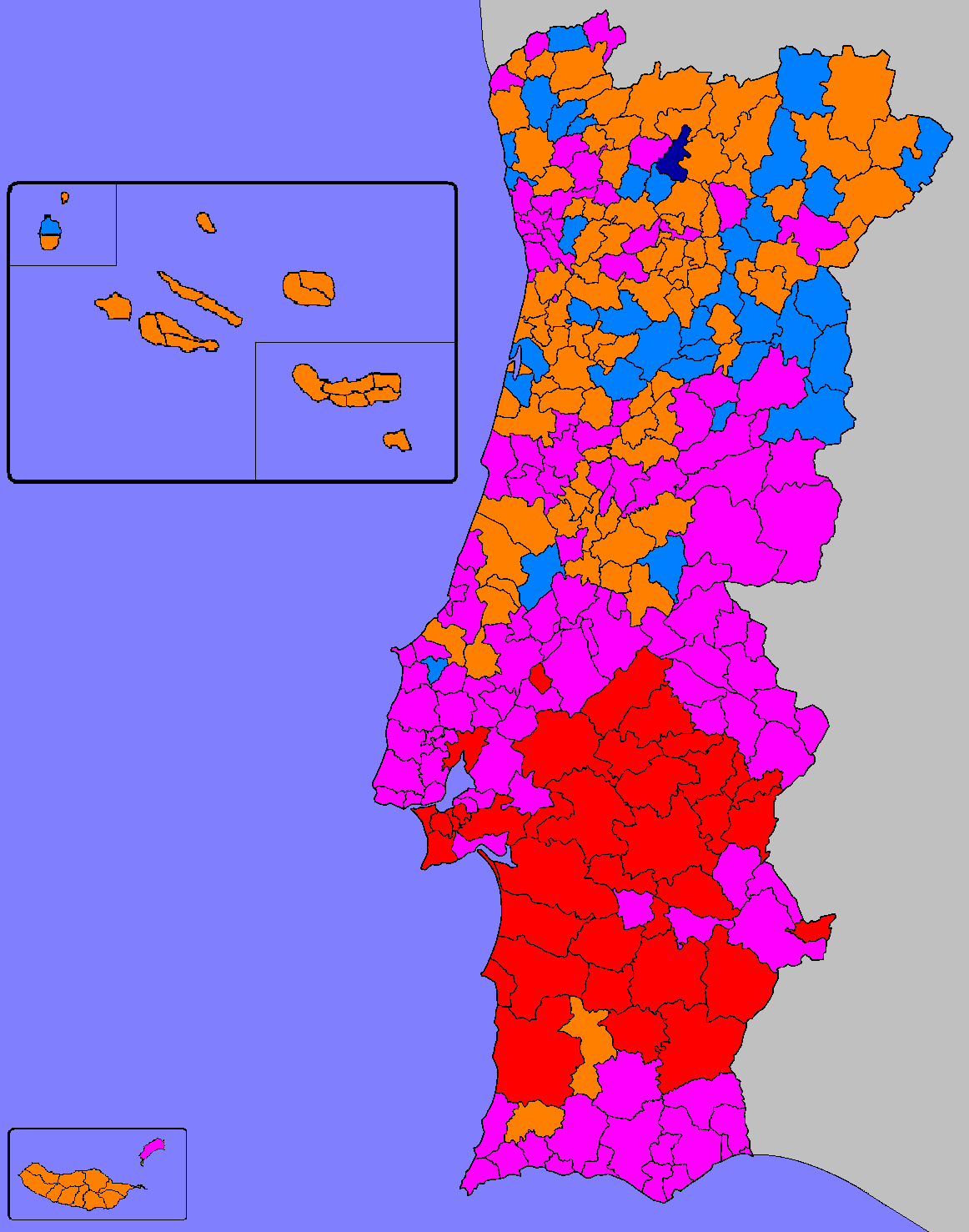
Partido mais votado por concelho (câmara municipal). Legenda: Rosa – PS; Laranja – PPD; Vermelho – FEPU; Azul claro – CDS; Azul escuro – PPM.

## Resultados a nível nacional

### Câmaras e vereadores Municipais
| Partidos                | Partidos                                            | Votos     | %               | Presidentes | Vereadores    |
| ----------------------- | --------------------------------------------------- | --------- | --------------- | ----------- | ------------- |
|                         | Partido Socialista                                  | 1 386 362 | 33,24 / 100,00  | 115 / 304   | 691 / 1 908   |
|                         | Partido Popular Democrático                         | 1 012 351 | 24,27 / 100,00  | 115 / 304   | 624 / 1 908   |
|                         | Frente Eleitoral Povo Unido                         | 737 586   | 17,69 / 100,00  | 37 / 304    | 268 / 1 908   |
|                         | Partido do Centro Democrático Social                | 692 869   | 16,61 / 100,00  | 36 / 304    | 317 / 1 908   |
|                         | Grupos Dinamizadores de Unidade Popular             | 104 629   | 2,51 / 100,00   | 0 / 304     | 5 / 1 908     |
|                         | Movimento Reorganizativo do Partido do Proletariado | 27 399    | 0,66 / 100,00   | 0 / 304     | 0 / 1 908     |
|                         | Partido Comunista de Portugal (marxista-leninista)  | 15 264    | 0,37 / 100,00   | 0 / 304     | 0 / 1 908     |
|                         | Partido Popular Monárquico                          | 7 507     | 0,18 / 100,00   | 1 / 304     | 3 / 1 908     |
|                         | Liga Comunista Internacionalista                    | 3 411     | 0,08 / 100,00   | 0 / 304     | 0 / 1 908     |
|                         | Partido Revolucionário dos Trabalhadores            | 282       | 0,01 / 100,00   | 0 / 304     | 0 / 1 908     |
| Votos inválidos         | Votos inválidos                                     | 182 834   | 4,38 / 100,00   |             |               |
| Total                   | Total                                               | 4 170 494 | 100,00 / 100,00 | 304 / 304   | 1 908 / 1 908 |
| Eleitorado/Participação | Eleitorado/Participação                             | 6 460 528 | 64,55 / 100,00  |             |               |

### Assembleias Municipais
| Partidos                | Partidos                                            | Votos     | %               | Mandatos      |
| ----------------------- | --------------------------------------------------- | --------- | --------------- | ------------- |
|                         | Partido Socialista                                  | 1 392 181 | 35,02 / 100,00  | 1 698 / 5 135 |
|                         | Partido Popular Democrático                         | 1 022 168 | 25,71 / 100,00  | 1 658 / 5 135 |
|                         | Frente Eleitoral Povo Unido                         | 756 856   | 19,04 / 100,00  | 679 / 5 135   |
|                         | Partido do Centro Democrático Social                | 685 574   | 17,24 / 100,00  | 1 053 / 5 135 |
|                         | Grupos Dinamizadores de Unidade Popular             | 100 872   | 2,54 / 100,00   | 43 / 5 135    |
|                         | Partido Comunista de Portugal (marxista-leninista)  | 5 363     | 0,13 / 100,00   | 2 / 5 135     |
|                         | Movimento Reorganizativo do Partido do Proletariado | 5 214     | 0,13 / 100,00   | 0 / 5 135     |
|                         | Partido Popular Monárquico                          | 3 695     | 0,09 / 100,00   | 2 / 5 135     |
|                         | Partido Revolucionário dos Trabalhadores            | 2 634     | 0,07 / 100,00   | 0 / 5 135     |
|                         | Partido da Democracia Cristã                        | 970       | 0,02 / 100,00   | 0 / 5 135     |
| Votos inválidos         | Votos inválidos                                     | 193 426   | 4,64 / 100,00   |               |
| Total                   | Total                                               | 4 169 022 | 100,00 / 100,00 | 5 135 / 5 135 |
| Eleitorado/Participação | Eleitorado/Participação                             | 6 453 783 | 64,60 / 100,00  |               |

### Assembleias de Freguesias
| Partido                 | Partido                                             | Votos     | %               | Mandatos        |
| ----------------------- | --------------------------------------------------- | --------- | --------------- | --------------- |
|                         | Partido Socialista                                  | 1 339 460 | 32,69 / 100,00  | 8 345 / 26 135  |
|                         | Partido Popular Democrático                         | 996 972   | 24,33 / 100,00  | 9 076 / 26 135  |
|                         | Frente Eleitoral Povo Unido                         | 629 812   | 15,37 / 100,00  | 2 291 / 26 135  |
|                         | Partido do Centro Democrático Social                | 617 690   | 15,07 / 100,00  | 5 077 / 26 135  |
|                         | Grupos de cidadãos eleitores                        | 162 367   | 3,96 / 100,00   | 1 230 / 26 135  |
|                         | Grupos Dinamizadores de Unidade Popular             | 93 967    | 2,29 / 100,00   | 99 / 26 135     |
|                         | Movimento Reorganizativo do Partido do Proletariado | 13 721    | 0,33 / 100,00   | 2 / 26 135      |
|                         | Partido Popular Monárquico                          | 1 788     | 0,04 / 100,00   | 12 / 26 135     |
|                         | Partido Comunista de Portugal (marxista-leninista)  | 1 666     | 0,04 / 100,00   | 3 / 26 135      |
|                         | Liga Comunista Internacionalista                    | 71        | 0,00 / 100,00   | 0 / 26 135      |
| Votos inválidos         | Votos inválidos                                     | 182 446   | 4,45 / 100,00   |                 |
| Total                   | Total                                               | 4 097 566 | 100,00 / 100,00 | 26 135 / 26 135 |
| Eleitorado/Participação | Eleitorado/Participação                             | 6 246 594 | 65,50 / 100,00  |                 |

## Resultados por distrito (câmara municipal)

### Região Autónoma dos Açores
| Partido                 | Partido                              | Votos   | %               | Presidentes | Vereadores |
| ----------------------- | ------------------------------------ | ------- | --------------- | ----------- | ---------- |
|                         | Partido Popular Democrático          | 45 162  | 55,26 / 100,00  | 18 / 19     | 70 / 105   |
|                         | Partido Socialista                   | 24 686  | 30,21 / 100,00  | 0 / 19      | 25 / 105   |
|                         | Partido do Centro Democrático Social | 7 224   | 8,84 / 100,00   | 1 / 19      | 9 / 105    |
|                         | Frente Eleitoral Povo Unido          | 1 200   | 1,47 / 100,00   | 0 / 19      | 1 / 105    |
| Votos inválidos         | Votos inválidos                      | 3 450   | 4,22 / 100,00   |             |            |
| Total                   | Total                                | 81 722  | 100,00 / 100,00 | 19 / 19     | 105 / 105  |
| Eleitorado/Participação | Eleitorado/Participação              | 160 663 | 50,87 / 100,00  |             |            |

### Distrito de Aveiro
| Partido                 | Partido                                             | Votos   | %               | Presidentes | Vereadores |
| ----------------------- | --------------------------------------------------- | ------- | --------------- | ----------- | ---------- |
|                         | Partido Popular Democrático                         | 91 255  | 35,98 / 100,00  | 13 / 19     | 53 / 129   |
|                         | Partido Socialista                                  | 71 001  | 28,00 / 100,00  | 3 / 19      | 37 / 129   |
|                         | Partido do Centro Democrático Social                | 61 984  | 24,44 / 100,00  | 3 / 19      | 37 / 129   |
|                         | Frente Eleitoral Povo Unido                         | 16 793  | 6,62 / 100,00   | 0 / 19      | 3 / 129    |
|                         | Movimento Reorganizativo do Partido do Proletariado | 1 215   | 0,48 / 100,00   | 0 / 19      | 0 / 129    |
|                         | Grupos Dinamizadores de Unidade Popular             | 1 183   | 0,47 / 100,00   | 0 / 19      | 0 / 129    |
|                         | Partido Comunista de Portugal (marxista-leninista)  | 400     | 0,16 / 100,00   | 0 / 19      | 0 / 129    |
| Votos inválidos         | Votos inválidos                                     | 9 787   | 3,86 / 100,00   |             |            |
| Total                   | Total                                               | 253 618 | 100,00 / 100,00 | 19 / 19     | 129 / 129  |
| Eleitorado/Participação | Eleitorado/Participação                             | 380 425 | 66,67 / 100,00  |             |            |

### Distrito de Beja
| Partido                 | Partido                                            | Votos   | %               | Presidentes | Vereadores |
| ----------------------- | -------------------------------------------------- | ------- | --------------- | ----------- | ---------- |
|                         | Frente Eleitoral Povo Unido                        | 45 842  | 47,25 / 100,00  | 9 / 14      | 39 / 78    |
|                         | Partido Socialista                                 | 38 011  | 39,18 / 100,00  | 4 / 14      | 35 / 78    |
|                         | Partido Popular Democrático                        | 3 254   | 3,35 / 100,00   | 1 / 14      | 4 / 78     |
|                         | Partido do Centro Democrático Social               | 2 036   | 2,10 / 100,00   | 0 / 14      | 0 / 78     |
|                         | Grupos Dinamizadores de Unidade Popular            | 1 491   | 1,54 / 100,00   | 0 / 14      | 0 / 78     |
|                         | Partido Comunista de Portugal (marxista-leninista) | 328     | 0,34 / 100,00   | 0 / 14      | 0 / 78     |
| Votos inválidos         | Votos inválidos                                    | 6 054   | 6,24 / 100,00   |             |            |
| Total                   | Total                                              | 97 016  | 100,00 / 100,00 | 14 / 14     | 78 / 78    |
| Eleitorado/Participação | Eleitorado/Participação                            | 142 552 | 68,06 / 100,00  |             |            |

### Distrito de Braga
| Partido                 | Partido                                             | Votos   | %               | Presidentes | Vereadores |
| ----------------------- | --------------------------------------------------- | ------- | --------------- | ----------- | ---------- |
|                         | Partido Popular Democrático                         | 84 229  | 29,63 / 100,00  | 6 / 13      | 36 / 95    |
|                         | Partido do Centro Democrático Social                | 76 713  | 26,99 / 100,00  | 4 / 13      | 30 / 95    |
|                         | Partido Socialista                                  | 74 653  | 26,26 / 100,00  | 3 / 13      | 25 / 95    |
|                         | Frente Eleitoral Povo Unido                         | 24 955  | 8,78 / 100,00   | 0 / 13      | 4 / 95     |
|                         | Grupos Dinamizadores de Unidade Popular             | 4 616   | 1,62 / 100,00   | 0 / 13      | 0 / 95     |
|                         | Movimento Reorganizativo do Partido do Proletariado | 1 745   | 0,61 / 100,00   | 0 / 13      | 0 / 95     |
|                         | Partido Popular Monárquico                          | 1 612   | 0,57 / 100,00   | 0 / 13      | 0 / 95     |
|                         | Partido Comunista de Portugal (marxista-leninista)  | 263     | 0,09 / 100,00   | 0 / 13      | 0 / 95     |
| Votos inválidos         | Votos inválidos                                     | 15 463  | 5,44 / 100,00   |             |            |
| Total                   | Total                                               | 284 249 | 100,00 / 100,00 | 13 / 13     | 95 / 95    |
| Eleitorado/Participação | Eleitorado/Participação                             | 383 083 | 74,20 / 100,00  |             |            |

### Distrito de Bragança
| Partido                 | Partido                              | Votos   | %               | Presidentes | Vereadores |
| ----------------------- | ------------------------------------ | ------- | --------------- | ----------- | ---------- |
|                         | Partido Popular Democrático          | 24 888  | 36,72 / 100,00  | 6 / 12      | 27 / 69    |
|                         | Partido do Centro Democrático Social | 18 308  | 27,01 / 100,00  | 5 / 12      | 21 / 69    |
|                         | Partido Socialista                   | 16 512  | 24,36 / 100,00  | 1 / 12      | 19 / 69    |
|                         | Frente Eleitoral Povo Unido          | 4 196   | 6,19 / 100,00   | 0 / 12      | 1 / 69     |
| Votos inválidos         | Votos inválidos                      | 3 872   | 5,71 / 100,00   |             |            |
| Total                   | Total                                | 67 776  | 100,00 / 100,00 | 12 / 12     | 69 / 69    |
| Eleitorado/Participação | Eleitorado/Participação              | 121 026 | 56,00 / 100,00  |             |            |

### Distrito de Castelo Branco
| Partido                 | Partido                                             | Votos   | %               | Presidentes | Vereadores |
| ----------------------- | --------------------------------------------------- | ------- | --------------- | ----------- | ---------- |
|                         | Partido Socialista                                  | 36 654  | 35,90 / 100,00  | 7 / 11      | 26 / 65    |
|                         | Partido Popular Democrático                         | 24 611  | 24,11 / 100,00  | 3 / 11      | 22 / 65    |
|                         | Partido do Centro Democrático Social                | 20 068  | 19,66 / 100,00  | 1 / 11      | 14 / 65    |
|                         | Frente Eleitoral Povo Unido                         | 9 558   | 9,36 / 100,00   | 0 / 11      | 3 / 65     |
|                         | Movimento Reorganizativo do Partido do Proletariado | 1 652   | 1,62 / 100,00   | 0 / 11      | 0 / 65     |
|                         | Grupos Dinamizadores de Unidade Popular             | 1 369   | 1,34 / 100,00   | 0 / 11      | 0 / 65     |
|                         | Liga Comunista Internacionalista                    | 338     | 0,33 / 100,00   | 0 / 11      | 0 / 65     |
| Votos inválidos         | Votos inválidos                                     | 7 848   | 7,69 / 100,00   |             |            |
| Total                   | Total                                               | 102 098 | 100,00 / 100,00 | 11 / 11     | 65 / 65    |
| Eleitorado/Participação | Eleitorado/Participação                             | 175 250 | 58,44 / 100,00  |             |            |

### Distrito de Coimbra
| Partido                 | Partido                                             | Votos   | %               | Presidentes | Vereadores |
| ----------------------- | --------------------------------------------------- | ------- | --------------- | ----------- | ---------- |
|                         | Partido Socialista                                  | 66 928  | 38,67 / 100,00  | 9 / 17      | 48 / 103   |
|                         | Partido Popular Democrático                         | 51 437  | 29,72 / 100,00  | 8 / 17      | 42 / 103   |
|                         | Partido do Centro Democrático Social                | 23 259  | 13,44 / 100,00  | 0 / 17      | 11 / 103   |
|                         | Frente Eleitoral Povo Unido                         | 17 134  | 9,90 / 100,00   | 0 / 17      | 2 / 103    |
|                         | Grupos Dinamizadores de Unidade Popular             | 2 028   | 1,17 / 100,00   | 0 / 17      | 0 / 103    |
|                         | Movimento Reorganizativo do Partido do Proletariado | 532     | 0,31 / 100,00   | 0 / 17      | 0 / 103    |
|                         | Liga Comunista Internacionalista                    | 331     | 0,19 / 100,00   | 0 / 17      | 0 / 103    |
|                         | Partido Popular Monárquico                          | 137     | 0,08 / 100,00   | 0 / 17      | 0 / 103    |
| Votos inválidos         | Votos inválidos                                     | 11 302  | 6,53 / 100,00   |             |            |
| Total                   | Total                                               | 173 088 | 100,00 / 100,00 | 17 / 17     | 103 / 103  |
| Eleitorado/Participação | Eleitorado/Participação                             | 308 161 | 56,17 / 100,00  |             |            |

### Distrito de Évora
| Partido                 | Partido                                 | Votos   | %               | Presidentes | Vereadores |
| ----------------------- | --------------------------------------- | ------- | --------------- | ----------- | ---------- |
|                         | Frente Eleitoral Povo Unido             | 47 096  | 47,20 / 100,00  | 12 / 14     | 41 / 76    |
|                         | Partido Socialista                      | 33 628  | 33,70 / 100,00  | 2 / 14      | 30 / 76    |
|                         | Partido do Centro Democrático Social    | 7 039   | 7,05 / 100,00   | 0 / 14      | 3 / 76     |
|                         | Partido Popular Democrático             | 5 887   | 5,90 / 100,00   | 0 / 14      | 2 / 76     |
|                         | Grupos Dinamizadores de Unidade Popular | 1 467   | 1,47 / 100,00   | 0 / 14      | 0 / 76     |
| Votos inválidos         | Votos inválidos                         | 4 664   | 4,67 / 100,00   |             |            |
| Total                   | Total                                   | 99 781  | 100,00 / 100,00 | 14 / 14     | 76 / 76    |
| Eleitorado/Participação | Eleitorado/Participação                 | 137 211 | 72,72 / 100,00  |             |            |

### Distrito de Faro
| Partido                 | Partido                                             | Votos   | %               | Presidentes | Vereadores |
| ----------------------- | --------------------------------------------------- | ------- | --------------- | ----------- | ---------- |
|                         | Partido Socialista                                  | 60 608  | 42,18 / 100,00  | 15 / 16     | 52 / 100   |
|                         | Partido Popular Democrático                         | 35 884  | 24,97 / 100,00  | 1 / 16      | 27 / 100   |
|                         | Frente Eleitoral Povo Unido                         | 28 189  | 19,62 / 100,00  | 0 / 16      | 21 / 100   |
|                         | Partido do Centro Democrático Social                | 5 033   | 3,50 / 100,00   | 0 / 16      | 0 / 100    |
|                         | Grupos Dinamizadores de Unidade Popular             | 3 512   | 2,44 / 100,00   | 0 / 16      | 0 / 100    |
|                         | Movimento Reorganizativo do Partido do Proletariado | 2 975   | 2,07 / 100,00   | 0 / 16      | 0 / 100    |
|                         | Partido Comunista de Portugal (marxista-leninista)  | 192     | 0,13 / 100,00   | 0 / 16      | 0 / 100    |
| Votos inválidos         | Votos inválidos                                     | 7 308   | 5,09 / 100,00   |             |            |
| Total                   | Total                                               | 143 701 | 100,00 / 100,00 | 16 / 16     | 100 / 100  |
| Eleitorado/Participação | Eleitorado/Participação                             | 233 972 | 61,42 / 100,00  |             |            |

### Distrito da Guarda
| Partido                 | Partido                                             | Votos   | %               | Presidentes | Vereadores |
| ----------------------- | --------------------------------------------------- | ------- | --------------- | ----------- | ---------- |
|                         | Partido do Centro Democrático Social                | 32 480  | 35,75 / 100,00  | 7 / 14      | 33 / 80    |
|                         | Partido Socialista                                  | 24 325  | 26,77 / 100,00  | 3 / 14      | 21 / 80    |
|                         | Partido Popular Democrático                         | 22 176  | 24,41 / 100,00  | 4 / 14      | 26 / 80    |
|                         | Frente Eleitoral Povo Unido                         | 4 218   | 4,64 / 100,00   | 0 / 14      | 0 / 80     |
|                         | Grupos Dinamizadores de Unidade Popular             | 474     | 0,52 / 100,00   | 0 / 14      | 0 / 80     |
|                         | Movimento Reorganizativo do Partido do Proletariado | 331     | 0,36 / 100,00   | 0 / 14      | 0 / 80     |
|                         | Partido Comunista de Portugal (marxista-leninista)  | 157     | 0,17 / 100,00   | 0 / 14      | 0 / 80     |
| Votos inválidos         | Votos inválidos                                     | 6 702   | 7,38 / 100,00   |             |            |
| Total                   | Total                                               | 90 863  | 100,00 / 100,00 | 14 / 14     | 80 / 80    |
| Eleitorado/Participação | Eleitorado/Participação                             | 149 324 | 60,85 / 100,00  |             |            |

### Distrito de Leiria
| Partido                 | Partido                                             | Votos   | %               | Presidentes | Vereadores |
| ----------------------- | --------------------------------------------------- | ------- | --------------- | ----------- | ---------- |
|                         | Partido Popular Democrático                         | 56 793  | 33,19 / 100,00  | 8 / 16      | 38 / 102   |
|                         | Partido Socialista                                  | 53 448  | 31,24 / 100,00  | 7 / 16      | 37 / 102   |
|                         | Partido do Centro Democrático Social                | 32 127  | 18,78 / 100,00  | 1 / 16      | 20 / 102   |
|                         | Frente Eleitoral Povo Unido                         | 18 535  | 10,83 / 100,00  | 0 / 16      | 7 / 102    |
|                         | Grupos Dinamizadores de Unidade Popular             | 917     | 0,54 / 100,00   | 0 / 16      | 0 / 102    |
|                         | Movimento Reorganizativo do Partido do Proletariado | 713     | 0,42 / 100,00   | 0 / 16      | 0 / 102    |
|                         | Partido Comunista de Portugal (marxista-leninista)  | 470     | 0,27 / 100,00   | 0 / 16      | 0 / 102    |
|                         | Liga Comunista Internacionalista                    | 226     | 0,13 / 100,00   | 0 / 16      | 0 / 102    |
| Votos inválidos         | Votos inválidos                                     | 7 869   | 4,60 / 100,00   |             |            |
| Total                   | Total                                               | 171 098 | 100,00 / 100,00 | 16 / 16     | 102 / 102  |
| Eleitorado/Participação | Eleitorado/Participação                             | 280 490 | 61,00 / 100,00  |             |            |

### Distrito de Lisboa
| Partido                 | Partido                                             | Votos     | %               | Presidentes | Vereadores |
| ----------------------- | --------------------------------------------------- | --------- | --------------- | ----------- | ---------- |
|                         | Partido Socialista                                  | 338 354   | 36,22 / 100,00  | 13 / 14     | 55 / 120   |
|                         | Frente Eleitoral Povo Unido                         | 224 560   | 24,04 / 100,00  | 1 / 14      | 31 / 120   |
|                         | Partido Popular Democrático                         | 142 338   | 15,24 / 100,00  | 0 / 14      | 22 / 120   |
|                         | Partido do Centro Democrático Social                | 135 778   | 14,53 / 100,00  | 0 / 14      | 12 / 120   |
|                         | Grupos Dinamizadores de Unidade Popular             | 44 321    | 4,74 / 100,00   | 0 / 14      | 0 / 120    |
|                         | Movimento Reorganizativo do Partido do Proletariado | 10 469    | 1,12 / 100,00   | 0 / 14      | 0 / 120    |
|                         | Partido Comunista de Portugal (marxista-leninista)  | 7 666     | 0,82 / 100,00   | 0 / 14      | 0 / 120    |
|                         | Partido Popular Monárquico                          | 2 189     | 0,23 / 100,00   | 0 / 14      | 0 / 120    |
|                         | Liga Comunista Internacionalista                    | 749       | 0,08 / 100,00   | 0 / 14      | 0 / 120    |
|                         | Partido Revolucionário dos Trabalhadores            | 282       | 0,03 / 100,00   | 0 / 14      | 0 / 120    |
| Votos inválidos         | Votos inválidos                                     | 27 495    | 2,94 / 100,00   |             |            |
| Total                   | Total                                               | 934 201   | 100,00 / 100,00 | 14 / 14     | 120 / 120  |
| Eleitorado/Participação | Eleitorado/Participação                             | 1 442 277 | 64,77 / 100,00  |             |            |

### Região Autónoma da Madeira
| Partido                 | Partido                                 | Votos   | %               | Presidentes | Vereadores |
| ----------------------- | --------------------------------------- | ------- | --------------- | ----------- | ---------- |
|                         | Partido Popular Democrático             | 42 487  | 54,34 / 100,00  | 10 / 11     | 46 / 65    |
|                         | Partido Socialista                      | 14 189  | 18,15 / 100,00  | 1 / 11      | 8 / 65     |
|                         | Partido do Centro Democrático Social    | 12 289  | 15,72 / 100,00  | 0 / 11      | 8 / 65     |
|                         | Grupos Dinamizadores de Unidade Popular | 5 509   | 7,05 / 100,00   | 0 / 11      | 3 / 65     |
|                         | Frente Eleitoral Povo Unido             | 1 401   | 1,79 / 100,00   | 0 / 11      | 0 / 65     |
| Votos inválidos         | Votos inválidos                         | 2 313   | 2,96 / 100,00   |             |            |
| Total                   | Total                                   | 78 188  | 100,00 / 100,00 | 11 / 11     | 65 / 65    |
| Eleitorado/Participação | Eleitorado/Participação                 | 142 453 | 54,89 / 100,00  |             |            |

### Distrito de Portalegre
| Partido                 | Partido                                 | Votos   | %               | Presidentes | Vereadores |
| ----------------------- | --------------------------------------- | ------- | --------------- | ----------- | ---------- |
|                         | Partido Socialista                      | 34 304  | 44,50 / 100,00  | 12 / 15     | 45 / 81    |
|                         | Frente Eleitoral Povo Unido             | 19 195  | 24,90 / 100,00  | 3 / 15      | 21 / 81    |
|                         | Partido Popular Democrático             | 9 029   | 11,71 / 100,00  | 0 / 15      | 6 / 81     |
|                         | Partido do Centro Democrático Social    | 8 169   | 10,60 / 100,00  | 0 / 15      | 8 / 81     |
|                         | Partido Popular Monárquico              | 2 022   | 2,62 / 100,00   | 0 / 15      | 1 / 81     |
|                         | Grupos Dinamizadores de Unidade Popular | 480     | 0,62 / 100,00   | 0 / 15      | 0 / 81     |
| Votos inválidos         | Votos inválidos                         | 3 883   | 5,04 / 100,00   |             |            |
| Total                   | Total                                   | 77 082  | 100,00 / 100,00 | 15 / 15     | 81 / 81    |
| Eleitorado/Participação | Eleitorado/Participação                 | 111 055 | 69,41 / 100,00  |             |            |

### Distrito do Porto
| Partido                 | Partido                                             | Votos   | %               | Presidentes | Vereadores |
| ----------------------- | --------------------------------------------------- | ------- | --------------- | ----------- | ---------- |
|                         | Partido Socialista                                  | 239 103 | 36,07 / 100,00  | 10 / 17     | 55 / 135   |
|                         | Partido Popular Democrático                         | 179 639 | 27,10 / 100,00  | 5 / 17      | 44 / 135   |
|                         | Partido do Centro Democrático Social                | 123 516 | 18,63 / 100,00  | 2 / 17      | 27 / 135   |
|                         | Frente Eleitoral Povo Unido                         | 78 652  | 11,87 / 100,00  | 0 / 17      | 9 / 135    |
|                         | Grupos Dinamizadores de Unidade Popular             | 13 280  | 2,00 / 100,00   | 0 / 17      | 0 / 135    |
|                         | Partido Comunista de Portugal (marxista-leninista)  | 3 104   | 0,47 / 100,00   | 0 / 17      | 0 / 135    |
|                         | Liga Comunista Internacionalista                    | 1 480   | 0,22 / 100,00   | 0 / 17      | 0 / 135    |
|                         | Movimento Reorganizativo do Partido do Proletariado | 1 432   | 0,22 / 100,00   | 0 / 17      | 0 / 135    |
| Votos inválidos         | Votos inválidos                                     | 22 637  | 3,42 / 100,00   |             |            |
| Total                   | Total                                               | 662 843 | 100,00 / 100,00 | 17 / 17     | 135 / 135  |
| Eleitorado/Participação | Eleitorado/Participação                             | 934 389 | 70,94 / 100,00  |             |            |

### Distrito de Santarém
| Partido                 | Partido                                             | Votos   | %               | Presidentes | Vereadores |
| ----------------------- | --------------------------------------------------- | ------- | --------------- | ----------- | ---------- |
|                         | Partido Socialista                                  | 78 734  | 38,78 / 100,00  | 15 / 21     | 65 / 131   |
|                         | Partido Popular Democrático                         | 44 845  | 22,09 / 100,00  | 3 / 21      | 27 / 131   |
|                         | Frente Eleitoral Povo Unido                         | 40 375  | 19,89 / 100,00  | 2 / 21      | 27 / 131   |
|                         | Partido do Centro Democrático Social                | 21 514  | 10,60 / 100,00  | 1 / 21      | 12 / 131   |
|                         | Grupos Dinamizadores de Unidade Popular             | 4 078   | 2,01 / 100,00   | 0 / 21      | 0 / 131    |
|                         | Movimento Reorganizativo do Partido do Proletariado | 1 745   | 0,86 / 100,00   | 0 / 21      | 0 / 131    |
|                         | Partido Comunista de Portugal (marxista-leninista)  | 884     | 0,44 / 100,00   | 0 / 21      | 0 / 131    |
|                         | Liga Comunista Internacionalista                    | 83      | 0,04 / 100,00   | 0 / 21      | 0 / 131    |
| Votos inválidos         | Votos inválidos                                     | 10 746  | 5,29 / 100,00   |             |            |
| Total                   | Total                                               | 203 004 | 100,00 / 100,00 | 21 / 21     | 131 / 131  |
| Eleitorado/Participação | Eleitorado/Participação                             | 330 322 | 61,46 / 100,00  |             |            |

### Distrito de Setúbal
| Partido                 | Partido                                             | Votos   | %               | Presidentes | Vereadores |
| ----------------------- | --------------------------------------------------- | ------- | --------------- | ----------- | ---------- |
|                         | Frente Eleitoral Povo Unido                         | 131 729 | 47,40 / 100,00  | 10 / 13     | 56 / 95    |
|                         | Partido Socialista                                  | 92 091  | 33,14 / 100,00  | 3 / 13      | 36 / 95    |
|                         | Grupos Dinamizadores de Unidade Popular             | 17 450  | 6,28 / 100,00   | 0 / 13      | 2 / 95     |
|                         | Partido Popular Democrático                         | 13 511  | 4,86 / 100,00   | 0 / 13      | 1 / 95     |
|                         | Partido do Centro Democrático Social                | 9 474   | 3,41 / 100,00   | 0 / 13      | 0 / 95     |
|                         | Movimento Reorganizativo do Partido do Proletariado | 3 383   | 1,22 / 100,00   | 0 / 13      | 0 / 95     |
|                         | Partido Comunista de Portugal (marxista-leninista)  | 1 800   | 0,65 / 100,00   | 0 / 13      | 0 / 95     |
|                         | Liga Comunista Internacionalista                    | 204     | 0,07 / 100,00   | 0 / 13      | 0 / 95     |
| Votos inválidos         | Votos inválidos                                     | 8 277   | 2,98 / 100,00   |             |            |
| Total                   | Total                                               | 277 919 | 100,00 / 100,00 | 13 / 13     | 95 / 95    |
| Eleitorado/Participação | Eleitorado/Participação                             | 420 531 | 66,09 / 100,00  |             |            |

### Distrito de Viana do Castelo
| Partido                 | Partido                                             | Votos   | %               | Presidentes | Vereadores |
| ----------------------- | --------------------------------------------------- | ------- | --------------- | ----------- | ---------- |
|                         | Partido Popular Democrático                         | 36 271  | 34,63 / 100,00  | 5 / 10      | 28 / 60    |
|                         | Partido Socialista                                  | 25 428  | 24,28 / 100,00  | 3 / 10      | 19 / 60    |
|                         | Partido do Centro Democrático Social                | 25 004  | 23,87 / 100,00  | 2 / 10      | 12 / 60    |
|                         | Frente Eleitoral Povo Unido                         | 9 966   | 9,52 / 100,00   | 0 / 10      | 1 / 60     |
|                         | Grupos Dinamizadores de Unidade Popular             | 967     | 0,92 / 100,00   | 0 / 10      | 0 / 60     |
|                         | Movimento Reorganizativo do Partido do Proletariado | 492     | 0,47 / 100,00   | 0 / 10      | 0 / 60     |
|                         | Partido Popular Monárquico                          | 488     | 0,47 / 100,00   | 0 / 10      | 0 / 60     |
| Votos inválidos         | Votos inválidos                                     | 6 122   | 5,85 / 100,00   |             |            |
| Total                   | Total                                               | 104 738 | 100,00 / 100,00 | 10 / 10     | 60 / 60    |
| Eleitorado/Participação | Eleitorado/Participação                             | 163 965 | 63,88 / 100,00  |             |            |

### Distrito de Vila Real
| Partido                 | Partido                                             | Votos   | %               | Presidentes | Vereadores |
| ----------------------- | --------------------------------------------------- | ------- | --------------- | ----------- | ---------- |
|                         | Partido Popular Democrático                         | 43 581  | 42,77 / 100,00  | 10 / 14     | 45 / 84    |
|                         | Partido Socialista                                  | 26 911  | 26,41 / 100,00  | 2 / 14      | 25 / 84    |
|                         | Partido do Centro Democrático Social                | 16 585  | 16,27 / 100,00  | 1 / 14      | 12 / 84    |
|                         | Frente Eleitoral Povo Unido                         | 4 791   | 4,70 / 100,00   | 0 / 14      | 0 / 84     |
|                         | Grupos Dinamizadores de Unidade Popular             | 1 166   | 1,14 / 100,00   | 0 / 14      | 0 / 84     |
|                         | Partido Popular Monárquico                          | 1 055   | 1,04 / 100,00   | 1 / 14      | 2 / 84     |
|                         | Movimento Reorganizativo do Partido do Proletariado | 719     | 0,71 / 100,00   | 0 / 14      | 0 / 84     |
| Votos inválidos         | Votos inválidos                                     | 7 100   | 6,97 / 100,00   |             |            |
| Total                   | Total                                               | 101 908 | 100,00 / 100,00 | 14 / 14     | 84 / 84    |
| Eleitorado/Participação | Eleitorado/Participação                             | 166 312 | 61,28 / 100,00  |             |            |

### Distrito de Viseu
| Partido                 | Partido                                 | Votos   | %               | Presidentes | Vereadores |
| ----------------------- | --------------------------------------- | ------- | --------------- | ----------- | ---------- |
|                         | Partido Popular Democrático             | 55 074  | 33,26 / 100,00  | 14 / 24     | 58 / 136   |
|                         | Partido do Centro Democrático Social    | 54 269  | 32,77 / 100,00  | 8 / 24      | 48 / 136   |
|                         | Partido Socialista                      | 36 794  | 22,22 / 100,00  | 2 / 24      | 28 / 136   |
|                         | Frente Eleitoral Povo Unido             | 9 201   | 5,56 / 100,00   | 0 / 24      | 2 / 136    |
|                         | Grupos Dinamizadores de Unidade Popular | 321     | 0,19 / 100,00   | 0 / 24      | 0 / 136    |
| Votos inválidos         | Votos inválidos                         | 9 942   | 6,00 / 100,00   |             |            |
| Total                   | Total                                   | 165 601 | 100,00 / 100,00 | 24 / 24     | 136 / 136  |
| Eleitorado/Participação | Eleitorado/Participação                 | 277 067 | 59,77 / 100,00  |             |            |

## Presidentes eleitos

### Região Autónoma dos Açores
| Concelho               | Partido | Partido                              | Presidente         | %              | Vereadores |
| ---------------------- | ------- | ------------------------------------ | ------------------ | -------------- | ---------- |
| Angra do Heroísmo      |         | Partido Popular Democrático          | Leopoldino Tavares | 50,69 / 100,00 | 4 / 7      |
| Calheta                |         | Partido Popular Democrático          | Luís Serpa         | 87,13 / 100,00 | 5 / 5      |
| Corvo                  |         | Partido Popular Democrático          | Lino Fraga         | 53,08 / 100,00 | 3 / 5      |
| Horta                  |         | Partido Popular Democrático          | Fernando de Sousa  | 61,40 / 100,00 | 5 / 7      |
| Lagoa                  |         | Partido Popular Democrático          | José de Almeida    | 54,52 / 100,00 | 3 / 5      |
| Lajes das Flores       |         | Partido Popular Democrático          | Manuel Maciel      | 36,65 / 100,00 | 2 / 5      |
| Lajes do Pico          |         | Partido Popular Democrático          | Manuel Dutra       | 52,13 / 100,00 | 3 / 5      |
| Madalena               |         | Partido Popular Democrático          | Manuel Furtado     | 60,13 / 100,00 | 4 / 5      |
| Nordeste               |         | Partido Popular Democrático          | José Melo          | 58,40 / 100,00 | 4 / 5      |
| Ponta Delgada          |         | Partido Popular Democrático          | Carlos Bettencourt | 55,03 / 100,00 | 5 / 7      |
| Povoação               |         | Partido Popular Democrático          | Manuel Ferreira    | 51,29 / 100,00 | 3 / 5      |
| Praia da Vitória       |         | Partido Popular Democrático          | Luís Bettencourt   | 53,95 / 100,00 | 4 / 7      |
| Ribeira Grande         |         | Partido Popular Democrático          | Eduardo Melo       | 48,95 / 100,00 | 4 / 7      |
| Santa Cruz da Graciosa |         | Partido Popular Democrático          | Gui Louro          | 76,60 / 100,00 | 4 / 5      |
| Santa Cruz das Flores  |         | Partido do Centro Democrático Social | Manuel Serpa       | 53,45 / 100,00 | 3 / 5      |
| São Roque do Pico      |         | Partido Popular Democrático          | António da Costa   | 54,69 / 100,00 | 3 / 5      |
| Velas                  |         | Partido Popular Democrático          | António Loureiro   | 52,52 / 100,00 | 3 / 5      |
| Vila do Porto          |         | Partido Popular Democrático          | Manuel Melo        | 60,85 / 100,00 | 4 / 5      |
| Vila Franca do Campo   |         | Partido Popular Democrático          | António de Melo    | 62,47 / 100,00 | 4 / 5      |

### Distrito de Aveiro
| Concelho            | Partido | Partido                              | Presidente         | %              | Vereadores |
| ------------------- | ------- | ------------------------------------ | ------------------ | -------------- | ---------- |
| Águeda              |         | Partido Popular Democrático          | Valdemar Alves     | 33,65 / 100,00 | 3 / 7      |
| Albergaria-a-Velha  |         | Partido Popular Democrático          | José Alves         | 41,77 / 100,00 | 3 / 7      |
| Anadia              |         | Partido Popular Democrático          | Sílvio Cerveira    | 45,23 / 100,00 | 4 / 7      |
| Arouca              |         | Partido Popular Democrático          | Zeferino Brandão   | 50,68 / 100,00 | 4 / 7      |
| Aveiro              |         | Partido do Centro Democrático Social | José Pereira       | 37,52 / 100,00 | 3 / 7      |
| Castelo de Paiva    |         | Partido Popular Democrático          | Fernandino Rocha   | 45,08 / 100,00 | 2 / 5      |
| Espinho             |         | Partido Socialista                   | Artur Bártolo      | 38,30 / 100,00 | 3 / 7      |
| Estarreja           |         | Partido Popular Democrático          | Maria Almeida Breu | 36,31 / 100,00 | 3 / 7      |
| Ílhavo              |         | Partido Popular Democrático          | José Simões        | 41,47 / 100,00 | 3 / 7      |
| Mealhada            |         | Partido Socialista                   | Maria Isabel       | 44,96 / 100,00 | 4 / 7      |
| Murtosa             |         | Partido Popular Democrático          | António Fonseca    | 57,01 / 100,00 | 3 / 5      |
| Oliveira de Azeméis |         | Partido Popular Democrático          | Licínio Dias       | 37,57 / 100,00 | 3 / 7      |
| Oliveira do Bairro  |         | Partido Popular Democrático          | Alípio Sol         | 42,97 / 100,00 | 3 / 7      |
| Ovar                |         | Partido Popular Democrático          | Fernando Rodrigues | 35,55 / 100,00 | 3 / 7      |
| São João da Madeira |         | Partido Socialista                   | Benjamim Valente   | 40,56 / 100,00 | 4 / 7      |
| Sever do Vouga      |         | Partido Popular Democrático          | Artur de Castro    | 45,26 / 100,00 | 3 / 5      |
| Vagos               |         | Partido do Centro Democrático Social | Alda Vitor         | 51,98 / 100,00 | 4 / 7      |
| Vale de Cambra      |         | Partido do Centro Democrático Social | Bernardo de Pinho  | 38,49 / 100,00 | 3 / 7      |
| Vila da Feira       |         | Partido Popular Democrático          | Aurélio Pinheiro   | 38,94 / 100,00 | 4 / 9      |

### Distrito de Beja
| Concelho             | Partido | Partido                     | Presidente          | %              | Vereadores |
| -------------------- | ------- | --------------------------- | ------------------- | -------------- | ---------- |
| Aljustrel            |         | Frente Eleitoral Povo Unido | António Raposo      | 58,72 / 100,00 | 3 / 5      |
| Almodôvar            |         | Partido Socialista          | Carlos Gago         | 64,61 / 100,00 | 4 / 5      |
| Alvito               |         | Partido Socialista          | Joaquim Cabanas     | 48,99 / 100,00 | 3 / 5      |
| Barrancos            |         | Frente Eleitoral Povo Unido | Carlos Durão        | 49,95 / 100,00 | 3 / 5      |
| Beja                 |         | Frente Eleitoral Povo Unido | José Colaço         | 49,04 / 100,00 | 4 / 7      |
| Castro Verde         |         | Frente Eleitoral Povo Unido | Fernando Caeiros    | 56,96 / 100,00 | 3 / 5      |
| Cuba                 |         | Frente Eleitoral Povo Unido | Francisco Rodrigues | 55,85 / 100,00 | 3 / 5      |
| Ferreira do Alentejo |         | Frente Eleitoral Povo Unido | José Ameixa         | 47,33 / 100,00 | 3 / 5      |
| Mértola              |         | Frente Eleitoral Povo Unido | António Martins     | 56,27 / 100,00 | 4 / 5      |
| Moura                |         | Partido Socialista          | Armando Manso       | 46,67 / 100,00 | 4 / 7      |
| Odemira              |         | Frente Eleitoral Povo Unido | Justino dos Santos  | 47,35 / 100,00 | 4 / 7      |
| Ourique              |         | Partido Popular Democrático | Ramiro de Vilhena   | 47,58 / 100,00 | 3 / 5      |
| Serpa                |         | Frente Eleitoral Povo Unido | Satiro Louzeiro     | 50,00 / 100,00 | 4 / 7      |
| Vidigueira           |         | Partido Socialista          | Manuel Reis         | 46,89 / 100,00 | 3 / 5      |

### Distrito de Braga
| Concelho               | Partido | Partido                              | Presidente        | %              | Vereadores |
| ---------------------- | ------- | ------------------------------------ | ----------------- | -------------- | ---------- |
| Amares                 |         | Partido do Centro Democrático Social | Tomé de Macedo    | 37,94 / 100,00 | 2 / 5      |
| Barcelos               |         | Partido Popular Democrático          | João Machado      | 44,03 / 100,00 | 5 / 9      |
| Braga                  |         | Partido Socialista                   | Mesquita Machado  | 30,76 / 100,00 | 3 / 9      |
| Cabeceiras de Basto    |         | Partido Socialista                   | Valdemar Gomes    | 35,45 / 100,00 | 3 / 7      |
| Celorico de Basto      |         | Partido do Centro Democrático Social | João de Almeida   | 50,56 / 100,00 | 4 / 7      |
| Esposende              |         | Partido do Centro Democrático Social | Alexandre Faria   | 38,51 / 100,00 | 3 / 7      |
| Fafe                   |         | Partido Popular Democrático          | António Guimarães | 35,66 / 100,00 | 3 / 7      |
| Guimarães              |         | Partido Socialista                   | Edmundo de Campos | 31,51 / 100,00 | 3 / 9      |
| Póvoa de Lanhoso       |         | Partido Popular Democrático          | Amândio Oliveira  | 37,40 / 100,00 | 3 / 7      |
| Terras de Bouro        |         | Partido Popular Democrático          | Manuel da Lomba   | 49,92 / 100,00 | 3 / 5      |
| Vieira do Minho        |         | Partido Popular Democrático          | Carlos Magalhães  | 32,02 / 100,00 | 3 / 7      |
| Vila Nova de Famalicão |         | Partido Popular Democrático          | José Marinho      | 28,98 / 100,00 | 3 / 9      |
| Vila Verde             |         | Partido do Centro Democrático Social | António Cerqueira | 38,28 / 100,00 | 3 / 7      |

### Distrito de Bragança
| Concelho                 | Partido | Partido                              | Presidente             | %              | Vereadores |
| ------------------------ | ------- | ------------------------------------ | ---------------------- | -------------- | ---------- |
| Alfândega da Fé          |         | Partido do Centro Democrático Social | Carlos de Castro       | 65,61 / 100,00 | 4 / 5      |
| Bragança                 |         | Partido Popular Democrático          | José Pinheiro          | 43,41 / 100,00 | 3 / 7      |
| Carrazeda de Ansiães     |         | Partido do Centro Democrático Social | Mário Lima             | 32,90 / 100,00 | 2 / 5      |
| Freixo de Espada à Cinta |         | Partido Popular Democrático          | Ambrósio Guerra        | 47,59 / 100,00 | 3 / 5      |
| Macedo de Cavaleiros     |         | Partido Popular Democrático          | António Ferreira       | 52,19 / 100,00 | 4 / 7      |
| Miranda do Douro         |         | Partido do Centro Democrático Social | Rui da Gama            | 35,74 / 100,00 | 2 / 5      |
| Mirandela                |         | Partido do Centro Democrático Social | Maximino Monteiro      | 31,67 / 100,00 | 3 / 7      |
| Mogadouro                |         | Partido Popular Democrático          | António Costa          | 57,25 / 100,00 | 3 / 5      |
| Torre de Moncorvo        |         | Partido Socialista                   | José Marrana           | 31,94 / 100,00 | 2 / 5      |
| Vila Flor                |         | Partido Popular Democrático          | Francisco Guerra       | 39,95 / 100,00 | 2 / 5      |
| Vimioso                  |         | Partido Popular Democrático          | Joaquim Marrão         | 47,92 / 100,00 | 3 / 5      |
| Vinhais                  |         | Partido do Centro Democrático Social | José Carlos Figueiredo | 40,27 / 100,00 | 3 / 7      |

### Distrito de Castelo Branco
| Concelho            | Partido | Partido                              | Presidente       | %              | Vereadores |
| ------------------- | ------- | ------------------------------------ | ---------------- | -------------- | ---------- |
| Belmonte            |         | Partido Socialista                   | Anselmo de Sousa | 47,49 / 100,00 | 3 / 5      |
| Castelo Branco      |         | Partido Socialista                   | Armindo Ramos    | 43,31 / 100,00 | 4 / 7      |
| Covilhã             |         | Partido Socialista                   | Augusto Teixeira | 39,01 / 100,00 | 4 / 7      |
| Fundão              |         | Partido Socialista                   | José Ribeiro     | 38,93 / 100,00 | 4 / 7      |
| Idanha-a-Nova       |         | Partido Socialista                   | Pedro Vieira     | 42,78 / 100,00 | 4 / 7      |
| Oleiros             |         | Partido Popular Democrático          | Fernando Luís    | 41,41 / 100,00 | 3 / 5      |
| Penamacor           |         | Partido Socialista                   | José Pinto       | 41,75 / 100,00 | 2 / 5      |
| Proença-a-Nova      |         | Partido do Centro Democrático Social | Júlio Grilo      | 65,30 / 100,00 | 4 / 5      |
| Sertã               |         | Partido Popular Democrático          | Ângelo Bastos    | 41,73 / 100,00 | 3 / 7      |
| Vila de Rei         |         | Partido Popular Democrático          | Hermínio Santos  | 73,84 / 100,00 | 4 / 5      |
| Vila Velha de Ródão |         | Partido Socialista                   | Augusto Afonso   | 37,00 / 100,00 | 2 / 5      |

### Distrito de Coimbra
| Concelho             | Partido | Partido                     | Presidente          | %              | Vereadores |
| -------------------- | ------- | --------------------------- | ------------------- | -------------- | ---------- |
| Arganil              |         | Partido Popular Democrático | Carlos Ribeiro      | 42,23 / 100,00 | 4 / 7      |
| Cantanhede           |         | Partido Popular Democrático | Albano de Sousa     | 50,08 / 100,00 | 4 / 7      |
| Coimbra              |         | Partido Socialista          | Maria de Abreu      | 41,05 / 100,00 | 5 / 9      |
| Condeixa-a-Nova      |         | Partido Socialista          | Armando Tavares     | 41,90 / 100,00 | 3 / 5      |
| Figueira da Foz      |         | Partido Socialista          | José Leite          | 43,99 / 100,00 | 4 / 7      |
| Góis                 |         | Partido Socialista          | Fernando Carneiro   | 45,66 / 100,00 | 3 / 5      |
| Lousã                |         | Partido Socialista          | Armando Silva       | 42,42 / 100,00 | 3 / 5      |
| Mira                 |         | Partido Popular Democrático | Mário Maduro        | 48,47 / 100,00 | 3 / 5      |
| Miranda do Corvo     |         | Partido Popular Democrático | José Pereira        | 45,21 / 100,00 | 3 / 5      |
| Montemor-o-Velho     |         | Partido Socialista          | Fernando Leitão     | 46,15 / 100,00 | 4 / 7      |
| Oliveira do Hospital |         | Partido Popular Democrático | António Saraiva     | 43,14 / 100,00 | 3 / 7      |
| Pampilhosa da Serra  |         | Partido Socialista          | Fernando da Silva   | 33,70 / 100,00 | 2 / 5      |
| Penacova             |         | Partido Socialista          | Artur Coimbra       | 32,95 / 100,00 | 3 / 7      |
| Penela               |         | Partido Popular Democrático | José Coelho e Silva | 54,10 / 100,00 | 3 / 5      |
| Soure                |         | Partido Socialista          | Manuel Cordeiro     | 53,08 / 100,00 | 5 / 7      |
| Tábua                |         | Partido Popular Democrático | António Portugal    | 54,04 / 100,00 | 3 / 5      |
| Vila Nova de Poiares |         | Partido Popular Democrático | Jaime Marta Soares  | 41,93 / 100,00 | 3 / 5      |

### Distrito de Évora
| Concelho              | Partido | Partido                     | Presidente         | %              | Vereadores |
| --------------------- | ------- | --------------------------- | ------------------ | -------------- | ---------- |
| Alandroal             |         | Frente Eleitoral Povo Unido | Inácio Melrinho    | 55,92 / 100,00 | 3 / 5      |
| Arraiolos             |         | Frente Eleitoral Povo Unido | Gil Neto           | 59,22 / 100,00 | 3 / 5      |
| Borba                 |         | Frente Eleitoral Povo Unido | Sérgio Alpalhão    | 48,35 / 100,00 | 3 / 5      |
| Estremoz              |         | Frente Eleitoral Povo Unido | António da Silva   | 38,90 / 100,00 | 3 / 7      |
| Évora                 |         | Frente Eleitoral Povo Unido | Abílio Fernandes   | 41,48 / 100,00 | 3 / 7      |
| Montemor-o-Novo       |         | Frente Eleitoral Povo Unido | Ernesto Ângelo     | 61,80 / 100,00 | 5 / 7      |
| Mora                  |         | Frente Eleitoral Povo Unido | José Chitas        | 47,11 / 100,00 | 3 / 5      |
| Mourão                |         | Partido Socialista          | Pedro Couto        | 67,25 / 100,00 | 4 / 5      |
| Portel                |         | Frente Eleitoral Povo Unido | João Marques       | 56,76 / 100,00 | 3 / 5      |
| Redondo               |         | Frente Eleitoral Povo Unido | Manuel Roque       | 47,01 / 100,00 | 3 / 5      |
| Reguengos de Monsaraz |         | Partido Socialista          | Vítor Martelo      | 40,80 / 100,00 | 3 / 5      |
| Vendas Novas          |         | Frente Eleitoral Povo Unido | Alberto Lopes      | 48,13 / 100,00 | 3 / 5      |
| Viana do Alentejo     |         | Frente Eleitoral Povo Unido | Manuel Aleixo      | 50,56 / 100,00 | 3 / 5      |
| Vila Viçosa           |         | Frente Eleitoral Povo Unido | Francisco Lourinhã | 48,39 / 100,00 | 3 / 5      |

### Distrito de Faro
| Concelho                   | Partido | Partido                     | Presidente       | %              | Vereadores |
| -------------------------- | ------- | --------------------------- | ---------------- | -------------- | ---------- |
| Albufeira                  |         | Partido Socialista          | Xavier Xufre     | 39,70 / 100,00 | 3 / 7      |
| Alcoutim                   |         | Partido Socialista          | Júlio Rosa       | 55,46 / 100,00 | 4 / 5      |
| Aljezur                    |         | Partido Socialista          | João da Silva    | 54,49 / 100,00 | 3 / 5      |
| Castro Marim               |         | Partido Socialista          | José Anacleto    | 44,17 / 100,00 | 2 / 5      |
| Faro                       |         | Partido Socialista          | Joaquim Belchior | 38,34 / 100,00 | 3 / 7      |
| Lagoa                      |         | Partido Socialista          | Abel Santos      | 34,71 / 100,00 | 3 / 7      |
| Lagos                      |         | Partido Socialista          | José Baptista    | 46,59 / 100,00 | 5 / 7      |
| Loulé                      |         | Partido Socialista          | António de Sousa | 41,14 / 100,00 | 3 / 7      |
| Monchique                  |         | Partido Popular Democrático | José Furtado     | 40,85 / 100,00 | 2 / 5      |
| Olhão                      |         | Partido Socialista          | Carlos Viegas    | 53,86 / 100,00 | 5 / 7      |
| Portimão                   |         | Partido Socialista          | Martim Gracias   | 39,31 / 100,00 | 4 / 7      |
| São Brás de Alportel       |         | Partido Socialista          | João da Cruz     | 48,95 / 100,00 | 3 / 5      |
| Silves                     |         | Partido Socialista          | Rui de Morais    | 39,79 / 100,00 | 3 / 7      |
| Tavira                     |         | Partido Socialista          | João Prado       | 41,60 / 100,00 | 3 / 7      |
| Vila do Bispo              |         | Partido Socialista          | José Boaventura  | 44,36 / 100,00 | 3 / 5      |
| Vila Real de Santo António |         | Partido Socialista          | António Reis     | 35,26 / 100,00 | 3 / 7      |

### Distrito da Guarda
| Concelho                    | Partido | Partido                              | Presidente              | %              | Vereadores |
| --------------------------- | ------- | ------------------------------------ | ----------------------- | -------------- | ---------- |
| Aguiar da Beira             |         | Partido Popular Democrático          | António da Cunha        | 50,02 / 100,00 | 3 / 5      |
| Almeida                     |         | Partido do Centro Democrático Social | António de Sousa Júnior | 54,98 / 100,00 | 3 / 5      |
| Celorico da Beira           |         | Partido do Centro Democrático Social | Carlos de Almeida       | 52,52 / 100,00 | 3 / 5      |
| Figueira de Castelo Rodrigo |         | Partido do Centro Democrático Social | José Pinto Lopes        | 33,98 / 100,00 | 2 / 5      |
| Fornos de Algodres          |         | Partido Popular Democrático          | Francisco Menano        | 67,82 / 100,00 | 4 / 5      |
| Gouveia                     |         | Partido Socialista                   | Alípio de Melo          | 40,73 / 100,00 | 4 / 7      |
| Guarda                      |         | Partido Socialista                   | Vítor Cabeço            | 33,56 / 100,00 | 3 / 7      |
| Manteigas                   |         | Partido do Centro Democrático Social | Homero Ambrósio         | 36,84 / 100,00 | 2 / 5      |
| Mêda                        |         | Partido do Centro Democrático Social | Luís Lopes              | 48,83 / 100,00 | 3 / 5      |
| Pinhel                      |         | Partido do Centro Democrático Social | António da Fonseca      | 32,27 / 100,00 | 3 / 7      |
| Sabugal                     |         | Partido do Centro Democrático Social | José Lopes              | 59,71 / 100,00 | 5 / 7      |
| Seia                        |         | Partido Socialista                   | Jorge Correia           | 29,36 / 100,00 | 3 / 7      |
| Trancoso                    |         | Partido Popular Democrático          | António de Almeida      | 39,70 / 100,00 | 2 / 5      |
| Vila Nova de Foz Coa        |         | Partido Popular Democrático          | José Ferreira           | 41,97 / 100,00 | 3 / 5      |

### Distrito de Leiria
| Concelho            | Partido | Partido                              | Presidente                | %              | Vereadores |
| ------------------- | ------- | ------------------------------------ | ------------------------- | -------------- | ---------- |
| Alcobaça            |         | Partido Socialista                   | Miguel Guerra             | 39,73 / 100,00 | 3 / 7      |
| Alvaiázere          |         | Partido Socialista                   | Filipe dos Santos         | 41,77 / 100,00 | 2 / 5      |
| Ansião              |         | Partido Popular Democrático          | Higino Valente            | 53,92 / 100,00 | 4 / 7      |
| Batalha             |         | Partido Popular Democrático          | Francisco Coutinho        | 37,19 / 100,00 | 2 / 5      |
| Bombarral           |         | Partido do Centro Democrático Social | José Guilherme            | 28,62 / 100,00 | 2 / 7      |
| Caldas da Rainha    |         | Partido Popular Democrático          | José Ribeiro              | 37,34 / 100,00 | 3 / 7      |
| Castanheira de Pera |         | Partido Socialista                   | Júlio Henriques           | 58,19 / 100,00 | 4 / 5      |
| Figueiró dos Vinhos |         | Partido Popular Democrático          | José de Abreu             | 40,35 / 100,00 | 2 / 5      |
| Leiria              |         | Partido Popular Democrático          | Carlos Pimenta            | 37,42 / 100,00 | 4 / 9      |
| Marinha Grande      |         | Partido Socialista                   | Artur de Barros           | 42,37 / 100,00 | 4 / 7      |
| Nazaré              |         | Partido Socialista                   | Abílio dos Santos e Sousa | 41,30 / 100,00 | 3 / 5      |
| Óbidos              |         | Partido Socialista                   | Frederico Saramago        | 38,62 / 100,00 | 2 / 5      |
| Pedrógão Grande     |         | Partido Popular Democrático          | Mário Fernandes           | 61,88 / 100,00 | 4 / 5      |
| Peniche             |         | Partido Socialista                   | Jerónimo Barbosa          | 34,50 / 100,00 | 3 / 7      |
| Pombal              |         | Partido Popular Democrático          | Luís Torres               | 42,70 / 100,00 | 4 / 7      |
| Porto de Mós        |         | Partido Popular Democrático          | José Marques              | 39,15 / 100,00 | 3 / 7      |

### Distrito de Lisboa
| Concelho               | Partido | Partido                     | Presidente               | %              | Vereadores |
| ---------------------- | ------- | --------------------------- | ------------------------ | -------------- | ---------- |
| Alenquer               |         | Partido Socialista          | Álvaro Pedro             | 44,02 / 100,00 | 4 / 7      |
| Arruda dos Vinhos      |         | Partido Socialista          | Jorge Oliveira           | 46,64 / 100,00 | 3 / 5      |
| Azambuja               |         | Partido Socialista          | Amadeu de Lima           | 44,15 / 100,00 | 4 / 7      |
| Cadaval                |         | Partido Socialista          | Rui Lopes                | 35,64 / 100,00 | 3 / 7      |
| Cascais                |         | Partido Socialista          | António Ferreira         | 31,52 / 100,00 | 3 / 9      |
| Lisboa                 |         | Partido Socialista          | Aquilino Ribeiro Machado | 35,51 / 100,00 | 7 / 17     |
| Loures                 |         | Partido Socialista          | António Calado           | 36,01 / 100,00 | 5 / 11     |
| Lourinhã               |         | Partido Socialista          | José Máximo da Costa     | 38,94 / 100,00 | 3 / 7      |
| Mafra                  |         | Partido Socialista          | Manuel Soutelinho        | 40,33 / 100,00 | 3 / 7      |
| Oeiras                 |         | Partido Socialista          | Carlos Neves             | 35,20 / 100,00 | 5 / 11     |
| Sintra                 |         | Partido Socialista          | Júlio dos Santos         | 39,64 / 100,00 | 6 / 11     |
| Sobral de Monte Agraço |         | Partido Socialista          | Pompeu Cardoso           | 42,07 / 100,00 | 2 / 5      |
| Torres Vedras          |         | Partido Socialista          | Alberto Avelino          | 36,73 / 100,00 | 3 / 7      |
| Vila Franca de Xira    |         | Frente Eleitoral Povo Unido | José Silva               | 40,92 / 100,00 | 5 / 9      |

### Região Autónoma da Madeira
| Concelho        | Partido | Partido                     | Presidente                 | %              | Vereadores |
| --------------- | ------- | --------------------------- | -------------------------- | -------------- | ---------- |
| Calheta         |         | Partido Popular Democrático | Antero Vasconcelos e Sousa | 61,19 / 100,00 | 4 / 5      |
| Câmara de Lobos |         | Partido Popular Democrático | João Dantas                | 56,67 / 100,00 | 5 / 7      |
| Funchal         |         | Partido Popular Democrático | Virgílio Pereira           | 42,42 / 100,00 | 4 / 9      |
| Machico         |         | Partido Popular Democrático | António Vitor              | 48,74 / 100,00 | 4 / 7      |
| Ponta do Sol    |         | Partido Popular Democrático | José Pita                  | 79,29 / 100,00 | 5 / 5      |
| Porto Moniz     |         | Partido Popular Democrático | David Jardim               | 66,70 / 100,00 | 4 / 5      |
| Porto Santo     |         | Partido Socialista          | José Mendonça              | 50,03 / 100,00 | 3 / 5      |
| Ribeira Brava   |         | Partido Popular Democrático | Luís Mendes                | 79,71 / 100,00 | 5 / 5      |
| Santa Cruz      |         | Partido Popular Democrático | Manuel de Jesus            | 64,11 / 100,00 | 5 / 7      |
| Santana         |         | Partido Popular Democrático | Manuel de Nóbrega          | 75,52 / 100,00 | 5 / 5      |
| São Vicente     |         | Partido Popular Democrático | Gabriel Esmeraldo          | 55,59 / 100,00 | 3 / 5      |

### Distrito de Portalegre
| Concelho        | Partido | Partido                     | Presidente            | %              | Vereadores |
| --------------- | ------- | --------------------------- | --------------------- | -------------- | ---------- |
| Alter do Chão   |         | Partido Socialista          | João Pista            | 40,95 / 100,00 | 3 / 5      |
| Arronches       |         | Partido Socialista          | Miguel Lagarto        | 41,39 / 100,00 | 2 / 5      |
| Avis            |         | Frente Eleitoral Povo Unido | José da Silva         | 50,77 / 100,00 | 3 / 5      |
| Campo Maior     |         | Partido Socialista          | Rui Nabeiro           | 57,05 / 100,00 | 3 / 5      |
| Castelo de Vide |         | Partido Socialista          | José do Casal-Ribeiro | 68,75 / 100,00 | 5 / 5      |
| Crato           |         | Partido Socialista          | Francisco Belo        | 53,23 / 100,00 | 3 / 5      |
| Elvas           |         | Partido Socialista          | João do Vale          | 32,79 / 100,00 | 3 / 7      |
| Fronteira       |         | Partido Socialista          | João Semedo           | 47,73 / 100,00 | 3 / 5      |
| Gavião          |         | Partido Socialista          | António Rúbio         | 56,23 / 100,00 | 4 / 5      |
| Marvão          |         | Partido Socialista          | Manuel Pedro da Paz   | 59,94 / 100,00 | 4 / 5      |
| Monforte        |         | Partido Socialista          | António Canoa         | 38,50 / 100,00 | 2 / 5      |
| Nisa            |         | Partido Socialista          | António Bento         | 53,87 / 100,00 | 3 / 5      |
| Ponte de Sor    |         | Frente Eleitoral Povo Unido | Alexandre Cardoso     | 44,02 / 100,00 | 3 / 7      |
| Portalegre      |         | Partido Socialista          | Fernando Soares       | 43,78 / 100,00 | 3 / 7      |
| Sousel          |         | Frente Eleitoral Povo Unido | António dos Reis      | 38,94 / 100,00 | 2 / 5      |

### Distrito do Porto
| Concelho           | Partido | Partido                              | Presidente              | %              | Vereadores |
| ------------------ | ------- | ------------------------------------ | ----------------------- | -------------- | ---------- |
| Amarante           |         | Partido Popular Democrático          | Amadeu Silva            | 43,77 / 100,00 | 4 / 7      |
| Baião              |         | Partido Socialista                   | Abel Ribeiro            | 33,04 / 100,00 | 3 / 7      |
| Felgueiras         |         | Partido Socialista                   | José de Matos           | 35,00 / 100,00 | 3 / 7      |
| Gondomar           |         | Partido Socialista                   | José de Araújo          | 37,47 / 100,00 | 4 / 9      |
| Lousada            |         | Partido Popular Democrático          | Amílcar Neto            | 48,22 / 100,00 | 4 / 7      |
| Maia               |         | Partido Socialista                   | Jorge Catarino          | 39,51 / 100,00 | 3 / 7      |
| Marco de Canaveses |         | Partido Popular Democrático          | Amadeu Encarnação       | 40,03 / 100,00 | 3 / 7      |
| Matosinhos         |         | Partido Socialista                   | Mário Maia              | 43,29 / 100,00 | 5 / 9      |
| Paços de Ferreira  |         | Partido Popular Democrático          | Fernando Vasconcelos    | 34,69 / 100,00 | 3 / 7      |
| Paredes            |         | Partido do Centro Democrático Social | Francisco Mota          | 32,50 / 100,00 | 3 / 7      |
| Penafiel           |         | Partido Popular Democrático          | Mário de Castro e Sousa | 32,86 / 100,00 | 3 / 7      |
| Porto              |         | Partido Socialista                   | Aureliano Capelo Veloso | 34,65 / 100,00 | 5 / 13     |
| Póvoa de Varzim    |         | Partido do Centro Democrático Social | Manuel Carneiro         | 30,43 / 100,00 | 3 / 7      |
| Santo Tirso        |         | Partido Socialista                   | Azuil Carneiro          | 33,32 / 100,00 | 3 / 9      |
| Valongo            |         | Partido Socialista                   | João Dias               | 40,50 / 100,00 | 3 / 7      |
| Vila do Conde      |         | Partido Socialista                   | Fernando Gomes          | 41,17 / 100,00 | 4 / 7      |
| Vila Nova de Gaia  |         | Partido Socialista                   | António da Fonseca      | 39,21 / 100,00 | 5 / 11     |

### Distrito de Santarém
| Concelho               | Partido | Partido                              | Presidente        | %              | Vereadores |
| ---------------------- | ------- | ------------------------------------ | ----------------- | -------------- | ---------- |
| Abrantes               |         | Partido Socialista                   | José de Jesus     | 41,81 / 100,00 | 4 / 7      |
| Alcanena               |         | Partido Socialista                   | Joaquim Henriques | 34,20 / 100,00 | 2 / 5      |
| Almeirim               |         | Partido Socialista                   | Alfredo Calado    | 44,25 / 100,00 | 4 / 7      |
| Alpiarça               |         | Frente Eleitoral Povo Unido          | Joaquim Matias    | 58,81 / 100,00 | 4 / 5      |
| Benavente              |         | Partido Socialista                   | Cassiano Andrade  | 40,76 / 100,00 | 4 / 7      |
| Cartaxo                |         | Partido Socialista                   | Renato Campos     | 49,98 / 100,00 | 4 / 7      |
| Chamusca               |         | Partido Socialista                   | Francisco Romão   | 46,50 / 100,00 | 4 / 7      |
| Constância             |         | Partido Socialista                   | Fernando da Silva | 61,03 / 100,00 | 4 / 5      |
| Coruche                |         | Frente Eleitoral Povo Unido          | Carlos Gomes      | 49,63 / 100,00 | 4 / 7      |
| Entroncamento          |         | Partido Socialista                   | António Cardoso   | 47,56 / 100,00 | 3 / 5      |
| Ferreira do Zêzere     |         | Partido Popular Democrático          | António Antunes   | 37,04 / 100,00 | 2 / 5      |
| Golegã                 |         | Partido Socialista                   | José Godinho      | 52,35 / 100,00 | 3 / 5      |
| Mação                  |         | Partido Popular Democrático          | Diamantino Leitão | 52,11 / 100,00 | 4 / 7      |
| Ourém                  |         | Partido do Centro Democrático Social | António Teixeira  | 44,35 / 100,00 | 4 / 7      |
| Rio Maior              |         | Partido Popular Democrático          | José Puquério     | 45,31 / 100,00 | 4 / 7      |
| Salvaterra de Magos    |         | Partido Socialista                   | Leonardo Cardoso  | 48,14 / 100,00 | 4 / 7      |
| Santarém               |         | Partido Socialista                   | Ladislau Botas    | 40,84 / 100,00 | 4 / 7      |
| Sardoal                |         | Partido Socialista                   | Maria Chambel     | 48,54 / 100,00 | 3 / 5      |
| Tomar                  |         | Partido Socialista                   | Luís Bonet        | 41,14 / 100,00 | 4 / 7      |
| Torres Novas           |         | Partido Socialista                   | Pedro da Luz      | 37,53 / 100,00 | 3 / 7      |
| Vila Nova da Barquinha |         | Partido Socialista                   | Luís Moreira      | 70,48 / 100,00 | 5 / 5      |

### Distrito de Setúbal
| Concelho          | Partido | Partido                     | Presidente           | %              | Vereadores |
| ----------------- | ------- | --------------------------- | -------------------- | -------------- | ---------- |
| Alcácer do Sal    |         | Frente Eleitoral Povo Unido | José Cupido          | 55,13 / 100,00 | 5 / 7      |
| Alcochete         |         | Partido Socialista          | Estêvão Rodrigues    | 45,85 / 100,00 | 3 / 5      |
| Almada            |         | Frente Eleitoral Povo Unido | José Vieira          | 42,59 / 100,00 | 6 / 11     |
| Barreiro          |         | Frente Eleitoral Povo Unido | Hélder Madeira       | 58,62 / 100,00 | 6 / 9      |
| Grândola          |         | Frente Eleitoral Povo Unido | António Mendes       | 56,47 / 100,00 | 4 / 7      |
| Moita             |         | Frente Eleitoral Povo Unido | Fernando Ribeiro     | 63,82 / 100,00 | 6 / 7      |
| Montijo           |         | Partido Socialista          | João Jaleco          | 37,76 / 100,00 | 3 / 7      |
| Palmela           |         | Frente Eleitoral Povo Unido | Edgar Costa          | 43,42 / 100,00 | 4 / 7      |
| Santiago do Cacém |         | Frente Eleitoral Povo Unido | José Nobre           | 45,77 / 100,00 | 4 / 7      |
| Seixal            |         | Frente Eleitoral Povo Unido | Eufrázio José        | 53,28 / 100,00 | 5 / 7      |
| Sesimbra          |         | Frente Eleitoral Povo Unido | Ezequiel Lino        | 43,26 / 100,00 | 4 / 7      |
| Setúbal           |         | Partido Socialista          | Ernesto Victorino    | 38,31 / 100,00 | 4 / 9      |
| Sines             |         | Frente Eleitoral Povo Unido | Francisco do Pacheco | 54,96 / 100,00 | 3 / 5      |

### Distrito de Viana do Castelo
| Concelho              | Partido | Partido                              | Presidente          | %              | Vereadores |
| --------------------- | ------- | ------------------------------------ | ------------------- | -------------- | ---------- |
| Arcos de Valdevez     |         | Partido Popular Democrático          | Fernando de Freitas | 43,81 / 100,00 | 4 / 7      |
| Caminha               |         | Partido Socialista                   | José Guerreiro      | 40,40 / 100,00 | 3 / 7      |
| Melgaço               |         | Partido Socialista                   | Carlos Alves        | 36,31 / 100,00 | 2 / 5      |
| Monção                |         | Partido do Centro Democrático Social | Daniel Domingues    | 36,52 / 100,00 | 3 / 7      |
| Paredes de Coura      |         | Partido Popular Democrático          | José Guerreiro      | 37,87 / 100,00 | 3 / 5      |
| Ponte da Barca        |         | Partido Popular Democrático          | José Peixoto        | 53,49 / 100,00 | 3 / 5      |
| Ponte de Lima         |         | Partido do Centro Democrático Social | João Lima           | 43,29 / 100,00 | 3 / 7      |
| Valença               |         | Partido Socialista                   | Albino Nogueira     | 38,56 / 100,00 | 2 / 5      |
| Viana do Castelo      |         | Partido Popular Democrático          | António da Cunha    | 31,67 / 100,00 | 3 / 7      |
| Vila Nova de Cerveira |         | Partido Popular Democrático          | João Costa          | 46,63 / 100,00 | 3 / 5      |

### Distrito de Vila Real
| Concelho                 | Partido | Partido                              | Presidente       | %              | Vereadores |
| ------------------------ | ------- | ------------------------------------ | ---------------- | -------------- | ---------- |
| Alijó                    |         | Partido Socialista                   | Manuel Monteiro  | 40,35 / 100,00 | 3 / 7      |
| Boticas                  |         | Partido Popular Democrático          | José Fernandes   | 44,49 / 100,00 | 3 / 5      |
| Chaves                   |         | Partido Popular Democrático          | Nuno Pires       | 50,38 / 100,00 | 5 / 7      |
| Mesão Frio               |         | Partido Popular Democrático          | António da Silva | 54,32 / 100,00 | 3 / 5      |
| Mondim de Basto          |         | Partido do Centro Democrático Social | António de Brito | 46,37 / 100,00 | 3 / 5      |
| Montalegre               |         | Partido Popular Democrático          | José de Moura    | 55,03 / 100,00 | 5 / 7      |
| Murça                    |         | Partido Popular Democrático          | Cândido Borges   | 50,36 / 100,00 | 3 / 5      |
| Peso da Régua            |         | Partido Socialista                   | António Aguiar   | 35,40 / 100,00 | 3 / 7      |
| Ribeira de Pena          |         | Partido Popular Monárquico           | João Pereira     | 32,00 / 100,00 | 2 / 5      |
| Sabrosa                  |         | Partido Popular Democrático          | João Serôdio     | 42,11 / 100,00 | 3 / 5      |
| Santa Marta de Penaguião |         | Partido Popular Democrático          | Manuel Dias      | 46,99 / 100,00 | 3 / 5      |
| Valpaços                 |         | Partido Popular Democrático          | José Fernandes   | 56,16 / 100,00 | 5 / 7      |
| Vila Pouca de Aguiar     |         | Partido Popular Democrático          | Carlos de Sousa  | 45,45 / 100,00 | 4 / 7      |
| Vila Real                |         | Partido Popular Democrático          | Armando Moreira  | 33,01 / 100,00 | 3 / 7      |

### Distrito de Viseu
| Concelho              | Partido | Partido                              | Presidente             | %              | Vereadores |
| --------------------- | ------- | ------------------------------------ | ---------------------- | -------------- | ---------- |
| Armamar               |         | Partido Popular Democrático          | António Monteiro       | 61,72 / 100,00 | 4 / 5      |
| Carregal do Sal       |         | Partido Popular Democrático          | Artur da Silva         | 62,16 / 100,00 | 4 / 5      |
| Castro Daire          |         | Partido Popular Democrático          | César Santos           | 52,94 / 100,00 | 4 / 7      |
| Cinfães               |         | Partido Socialista                   | Manuel Ferreira        | 45,40 / 100,00 | 4 / 7      |
| Lamego                |         | Partido Popular Democrático          | António Ferreira       | 32,87 / 100,00 | 3 / 7      |
| Mangualde             |         | Partido do Centro Democrático Social | Ramiro do Couto        | 38,73 / 100,00 | 3 / 7      |
| Moimenta da Beira     |         | Partido Popular Democrático          | Manuel Pinto           | 42,37 / 100,00 | 2 / 5      |
| Mortágua              |         | Partido Popular Democrático          | Bráulio de Sousa       | 52,36 / 100,00 | 4 / 5      |
| Nelas                 |         | Partido Popular Democrático          | José Correia           | 33,90 / 100,00 | 2 / 5      |
| Oliveira de Frades    |         | Partido Popular Democrático          | Manuel Silva e Almeida | 53,73 / 100,00 | 3 / 5      |
| Penalva do Castelo    |         | Partido do Centro Democrático Social | Bernardino Moreira     | 33,91 / 100,00 | 2 / 5      |
| Penedono              |         | Partido Popular Democrático          | José Pereira           | 51,21 / 100,00 | 3 / 5      |
| Resende               |         | Partido Popular Democrático          | Albino de Matos        | 39,36 / 100,00 | 2 / 5      |
| Santa Comba Dão       |         | Partido Socialista                   | Lauro Gonçalves        | 43,63 / 100,00 | 2 / 5      |
| São João da Pesqueira |         | Partido do Centro Democrático Social | João Costa             | 61,39 / 100,00 | 4 / 5      |
| São Pedro do Sul      |         | Partido do Centro Democrático Social | Carlos Tavares         | 33,18 / 100,00 | 3 / 7      |
| Sátão                 |         | Partido do Centro Democrático Social | José Moniz             | 53,45 / 100,00 | 3 / 5      |
| Sernancelhe           |         | Partido do Centro Democrático Social | Franclim Silva         | 67,19 / 100,00 | 4 / 5      |
| Tabuaço               |         | Partido Popular Democrático          | Boaventura de Freitas  | 50,04 / 100,00 | 3 / 5      |
| Tarouca               |         | Partido Popular Democrático          | Afonso de Albuquerque  | 35,85 / 100,00 | 2 / 5      |
| Tondela               |         | Partido do Centro Democrático Social | Martinho Rebelo        | 41,85 / 100,00 | 3 / 7      |
| Vila Nova de Paiva    |         | Partido Popular Democrático          | Amândio de Almeida     | 34,07 / 100,00 | 2 / 5      |
| Viseu                 |         | Partido do Centro Democrático Social | Eduardo Loureiro       | 35,67 / 100,00 | 4 / 9      |
| Vouzela               |         | Partido Popular Democrático          | Augusto Guimarães      | 39,94 / 100,00 | 3 / 5      |

| Distritos: Aveiro \| Beja \| Braga \| Bragança \| Castelo Branco \| Coimbra \| Évora \| Faro \| Guarda \| Leiria \| Lisboa \| Portalegre \| Porto \| Santarém \| Setúbal \| Viana do Castelo \| Vila Real \| Viseu \| Açores \| Madeira |